# Синерь (Татарстан)
Синерь — поселок в Кукморском районе Татарстана. Входит в состав Починок-Кучуковского сельского поселения.

## География
Находится в северо-западной части Татарстана на расстоянии приблизительно 9 км на юг-юго-запад по прямой от районного центра города Кукмор.

## История
Основан не позднее 1678 года русскими крестьянами. Упоминался также как деревня По речке Синер. В советское время работал колхоз «Дружба».

## Население
Постоянных жителей было: в 1782 году — 44 души мужского пола, в 1859—145, в 1897—151, в 1908—178, в 1920—240, в 1926—239, в 1938—190, в 1949—150, в 1958 — 83, в 1970 и 1979 — по 58, в 1989 — 15, 8 в 2002 году (мари 62 %, русские 38 %), 10 в 2010.